# Crespillos

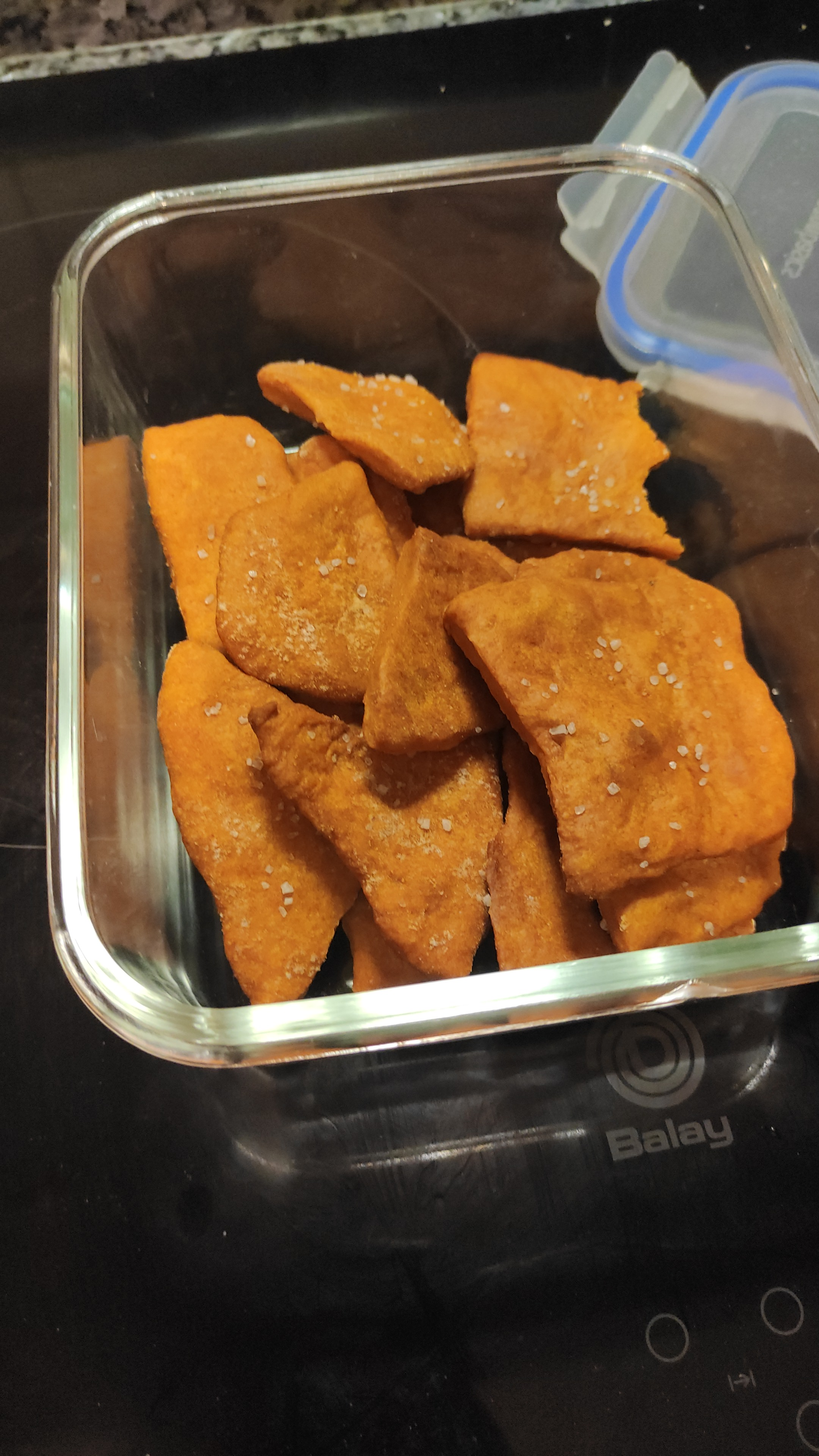

El crespillo o crespillo de pan es una masa de pan horneada de harina de trigo, salada y crujiente, de un grosor inferior a medio centímetro.
Es un producto de panadería típico de la gastronomía de la Región de Murcia, en especial, de Lorca y Cartagena. También se puede encontrar, en panaderías de otras localidades de la Región de Murcia, como Aledo, Mazarrón, Águilas, Totana y, más recientemente, en la Comarca de Murcia, así como en grandes superficies en otros lugares de España.

## Características
Sus ingredientes básicos son harina, sal, vino blanco, y aceite (o, menos frecuentemente, manteca de cerdo, dependiendo de la localidad). Esta masa se hornea en los mismos hornos donde se hace el pan. Su aspecto es parecido a las tortas dulces, pero en salado.
Existen diferencias de la receta entre localidades: en Cartagena suelen ser redondos y su color es similar al del pan blanco; mientras que en Lorca son rectangulares, algo más finos y llevan pimentón, lo que le da al pan un toque anaranjado. Como elementos comunes, el crespillo posee granos de sal en la superficie y alguna pompa originada en la cocción.
En la provincia de Alicante, están las tortas de sal o coques, compuestas de harina de trigo, agua, aceite de oliva y sal.